# Rimska vojska
Rimska vojska je ime za urejeno množico vojakov in drugih vojaških enot, ki so v času antičnega Rima služile Rimski republiki in pozneje Rimskem imperiju. Vojska je na višku moči imperija zasedala večino ozemlja okoli Sredozemskega morja, vključno s provincama Britanijo in Malo Azijo. Rimska vojska je bila najbolje organizirana vojska svojega časa. Skozi čas se je podoba in taktika rimske vojske spreminjala. Lahko oborožene nabornike obdobja republike so v 1. stoletju zamenjali značilni vojaki v Lorici Segmentati, visoko dovršenem segmentiranem oklepu. Po 3. stoletju se je začela rimska vojska korenito spreminjati, napadi številnih barbarskih ljudstev v obdobju velikega preseljevanja ljudstev so prisilila rimsko državo, da se je v celoti osredotočila na razvijanje vojske. Rimljani so od vpadajočih ljudstev prevzeli koristno opremo, ki jih je ščitila pred vplivi podnebja, začeli so nositi hlače in volnene kape, orožje pa prilagodili hitrejšemu in dinamičnejšemu boju z nomadskimi ljudstvi. Po propadu zahodnega rimskega imperija so rimsko vojaško tradicijo nadaljevali v vojski vzhodnega rimskega imperija.

## Legije

### Sestava
Glavnino rimske vojske je sestavljala pehota, katere posamezniki so bili imenovani legionarji, ki so bili razporejeni po legijah. Popolna legija je štela okoli 5000 vojakov. Ta je bila razdeljena na 10 kohort, ki so bile razdeljene na 3 maniple. Vsak manipel je bil razdeljen na 2 centuriji (stotniji), poveljnik centurije pa se je imenoval centurion (stotnik). Ime je dobil po tem, da je poveljeval 100 možem (centum = lat. sto). V legiji je bilo okoli 4500 vojakov (3000 težko oboroženih, 1200 lahko oboroženih ter 300 konjenikov), ostali so bili predvsem stražarji ter spremstvo.

### Poveljstvo
Legiji je poveljevalo 6 vojaških tribunov, ki so bili voljeni, v času cesarstva pa jih je imenoval cesar. Odgovarjali so direktno Rimu, zato so lahko hitro in učinkovito ubogali ukaze. Ko so legije nadzorovale meje, so poveljevali častniki, imenovani »poveljniki bojišča«.

## Legionarji

### Oprema
Legionarji so bili oblečeni v kratko togo, oklep (lorica segmentata), sandale, čelado (večinoma s perjanico.) Oboroženi pa so bili z bodalom (pugio), mečem (gladius), kopjem (pilum), sulico, ščitom (scutum), torbo, sekiro in loncem. Njihova oprema je tehtala okoli 30–45 kilogramov.

### Plača
Na začetku so vojsko sestavljali rimski državljani, stari med 17 in 60 let, ki so služili obvezni vojaški rok. Kmalu pa je začela država vpoklicane vojake plačevati in vojska je postala poklicna. V času cesarstva je bilo za vojaške potrebe v vsakem trenutku pod orožjem 300.000 mož. Cesar Avgust je legionarje ob upokojitvi nagrajeval z denarjem ali obdelovalno zemljo. Tudi za hrano je skrbel cesar in mnogi legionarji so v vojski jedli precej bolje (in predvsem bolj obilno) kot doma. S širjenjem meja cesarstva so velik (s časom vedno večji) del legij, še posebno konjenice, predstavljali barbari, prebivalci zajetih držav.

### Kazni
Legionarji so prisegli zvestobo poveljniku in bili podrejeni strogi disciplini. Za vsak prekršek so bili kaznovani z udarci, za večje prekrške pa s tekom skozi šibe. Najhujša kazen pa je bila desetkanje vojakov.
Tudi v obdobjih miru legionarji niso bili prepuščeni brezdelju. Urili so se v bojevanju in hodili na vojaške vaje. Opravljali so dela kopačev, drvarjev, tesarjev, gradili so ceste, mostove in druge zgradbe. Zgradili so večino rimskih cest, ki so bile zgrajene tako dobro, da mnoge stojijo še danes.
Ko se je rimska vojska utaborila, so legionarji postavili utrjen tabor. Če se na istem mestu ostali dlje, so tabor ogradili s kamnitim obzidjem. Okoli obzidja so skopali jarek Pogosto so okoli teh legijskih taborov kasneje nastala majhna naselja. Obrtniki in trgovci so se selili skupaj z legijami, saj so lahko legionarjem prodajali svoje izdelke.

## Taktika

### Bojni pohodi
Na bojnih pohodih so se legije združile v armado. Po dobrih, utrjenih cestah so se vojaki hitro zbrali na strateško pomembnih točkah, od koder so se odpravili na pohod. Pred glavnino vojske so se premikali izvidniki, ki so pogosto preprečili zasede.

### Postavitev med bitko
Rimska vojska je imela natančno določeno in izredno izpopolnjeno postavitev med bitko. Močno jedro pehote je ob krilih varovala konjenica. Legionarji so se postavili v tri strnjene vrste. Veliki ščiti so jih varovali pred napadi. Najprej so metalci kopja napadli na daljavo, sledil je boj mož na moža.

### Bojne naprave
Rimljani so večino svojih bojnih naprav izdelovali na bojišču, saj so bile preproste, a nevarne. Pri obleganjih mest so uporabljali katapulte, škorpijone (prirejene baliste), oblegovalne ovne in stolpe. Proti sovražnim puščicam so se zavarovali tako, da so se strnili v želvo.

## Reforme rimske vojske

### Reforma cesarja Septimija Severa
Septimij Sever (oklican 193 n. št.) je vojaške poveljnike postavil na mesto pred senatorji v rimskem sistemu častnih naslovov cursus honorum. Vsaka služba, povezana z vojsko, se je imenovala militia. Tako je bila vojaška obveznost militia armata, službovanje na dvoru militia palatina in ostale službe militia officialis. 
Septimij Sever je nasledil vojsko 25 legij, kar šteje skupaj okrog 300 000 mož. Glavna sprememba, ki jo je uvedel, je bilo povečanje števila vojakov za 10 %. Postavil je več novih avksiliarnih enot. Septimij je dvignil vojaško plačo in podeljeval darila. Denarni obtok na panonskem limesu se je v tem času povečal za 190 %. Legaliziral je vojaške poroke in dovolil nositi prstan. Navadnim vojakom je omogočal lažje napredovanje. Tudi cesarsko pretorijansko gardo v Rimu je preuredil - namesto Italikov je v njej namestil može iz podonavskih provinc.

### Reforme cesarja Galiena
Že ob nastopu oblasti je cesar Galien (253 n.š.) odvzel vojaško poveljevanje senatorjem. Ukinil je naziv legatus legionis, ki so ga do tedaj uporabljali le senatorji, in uvedel viteški naziv praefectus legionis agens vice legati. Galienu so poleg tega pripisane vojaške spremembe v smislu formiranja konjeniških oddelkov, ločitev konjenice od pehote in bistveno povečanje števila konjenikov. Po tej spremembi naj bi bilo v eni legiji več kot 700 konjenikov.